# Camille Castilhon
Charles Alexandre Camille (dit Camille)[réf. nécessaire] Castilhon , né à Paliseul, le 18 novembre 1836 et décédé à Arlon, le 19 septembre 1907 fut un homme politique belge francophone libéral.
Il fut avocat.
Il fut membre du parlement,, et de la députation permanente de la province de Luxembourg.